# Čilá (hradiště)
Čilá je pravěké hradiště jižně od stejnojmenné obce v okrese Rokycany. Nachází se na levém břehu Zbirožského potoka na vrchu Čihadlo (Čihátko) nad Podmokelským mlýnem. Vrchol vrchu s pozůstatky hradiště se nachází v katastrálním území obce Podmokly.
Hradiště objevil archeolog Josef Maličký, ale při povrchovém archeologickém výzkumu provedeném v roce 1947 nebyly získány žádné nálezy, které by umožnily lokalitu datovat. Další výzkum z roku 1973 zpochybnil existenci opevnění. Tu prokázali až Jaroslav Bašta a Dara Baštová v roce 1986. Kromě toho nalezli soubor keramických střepů, díky kterým bylo hradiště datováno do pozdní doby bronzové a pozdní doby halštatské. Opevnění má charakter kamenného valu, který obepíná vrchol kopce.